# Mamadou Doumbia (calciatore 2006)
Mamadou Doumbia (18 febbraio 2006) è un calciatore maliano, attaccante del Watford e della nazionale maliana.

## Caratteristiche tecniche
È un centravanti.

## Carriera

### Club
Il 19 febbraio 2024 viene ingaggiato dal Watford, firmando un contratto di sei anni con il club inglese, valido a partire dal 1º luglio seguente.

### Nazionale
Nel 2023 ha partecipato alla Coppa d'Africa Under-17. A novembre è stato convocato ai Mondiali Under-17, disputati in Indonesia.
Esordisce con la nazionale maggiore il 6 settembre 2024 nella sfida pareggiata in casa contro il Mozambico (1-1). Il 19 novembre seguente realizza la sua prima rete per la massima selezione maliana nel successo per 6-0 contro l'eSwatini.

## Statistiche

### Presenze e reti nei club
Statistiche aggiornate al 22 ottobre 2024.
| Stagione        | Squadra         | Campionato      | Campionato | Campionato | Coppe nazionali | Coppe nazionali | Coppe nazionali | Coppe continentali | Coppe continentali | Coppe continentali | Altre coppe | Altre coppe | Altre coppe | Totale | Totale |
| Stagione        | Squadra         | Comp            | Pres       | Reti       | Comp            | Pres            | Reti            | Comp               | Pres               | Reti               | Comp        | Pres        | Reti        | Pres   | Reti   |
| --------------- | --------------- | --------------- | ---------- | ---------- | --------------- | --------------- | --------------- | ------------------ | ------------------ | ------------------ | ----------- | ----------- | ----------- | ------ | ------ |
| 2024-2025       | Watford         | FLC             | 12         | 0          | FACup+CdL       | 1+2             | 0               | -                  | -                  | -                  | -           | -           | -           | 15     | 0      |
| Totale carriera | Totale carriera | Totale carriera | 12         | 0          |                 | 3               | 0               |                    | -                  | -                  |             | -           | -           | 15     | 0      |

### Cronologia presenze e reti in nazionale
| Cronologia completa delle presenze e delle reti in nazionale ― Mali | Cronologia completa delle presenze e delle reti in nazionale ― Mali | Cronologia completa delle presenze e delle reti in nazionale ― Mali | Cronologia completa delle presenze e delle reti in nazionale ― Mali | Cronologia completa delle presenze e delle reti in nazionale ― Mali | Cronologia completa delle presenze e delle reti in nazionale ― Mali | Cronologia completa delle presenze e delle reti in nazionale ― Mali | Cronologia completa delle presenze e delle reti in nazionale ― Mali |
| Data                                                                | Città                                                               | In casa                                                             | Risultato                                                           | Ospiti                                                              | Competizione                                                        | Reti                                                                | Note                                                                |
| ------------------------------------------------------------------- | ------------------------------------------------------------------- | ------------------------------------------------------------------- | ------------------------------------------------------------------- | ------------------------------------------------------------------- | ------------------------------------------------------------------- | ------------------------------------------------------------------- | ------------------------------------------------------------------- |
| 6-9-2024                                                            | Bamako                                                              | Mali                                                                | 1 – 1                                                               | Mozambico                                                           | Qual. Coppa d'Africa 2025                                           | -                                                                   | 90+4’                                                               |
| 10-9-2024                                                           | Mbombela                                                            | eSwatini                                                            | 0 – 1                                                               | Mali                                                                | Qual. Coppa d'Africa 2025                                           | -                                                                   | 66’                                                                 |
| 19-11-2024                                                          | Bamako                                                              | Mali                                                                | 6 – 0                                                               | eSwatini                                                            | Qual. Coppa d'Africa 2025                                           | 1                                                                   | 46’                                                                 |
| Totale                                                              |                                                                     | Presenze                                                            | 3                                                                   |                                                                     | Reti                                                                | 1                                                                   |                                                                     |